# Leitariegos
Leitariegos est une petite station de ski située dans la cordillère Cantabrique, dans le Nord-Ouest de la province de León en Espagne.

## Localisation
La station est située dans la municipalité de Villablino, dans la région de Laciana, déclarée réserve de la biosphère par l'Unesco, à la frontière avec la Principauté des Asturies. Elle peut être atteinte depuis la province de León par la route LE-497, depuis Caboalles de Abajo. Ou de la province des Asturies par la route AS-213, depuis Cangas del Narcea.
La station est située juste en dessous d'un col, déjà sur le versant León, dans un environnement de montagne peu bâti.

## Domaine skiable
Les pistes ont été aménagées sur les pentes du mont Cueto Arbás (2 002 m), qui est la première montagne du massif des Monts Cantabriques à dépasser les 2 000 m en partant de l'ouest. Les pistes sont d'un niveau général relativement facile, sur un terrain majoritairement herbeux. Les remontées mécaniques, sans être de construction archaïque — elles ont été construites entre 1985 et 2004 — offrent un débit et un confort relativement limités.
Deux télésièges 2 et 3-places desservent la partie basse du domaine depuis le petit parking. La partie haute du domaine est constituée d'une zone débutants avec notamment fil-neige et téléski à pinces-fixes, du télésiège 3-places sommital ainsi que d'un court téléski excentré généralement fermé pour risque d'avalanches.
En 2007, d'importants investissements ont été réalisés. Notamment le téléski La Ferradura a été construit dans la partie supérieure, ainsi que trois pistes rouges (atteignant 7,0 km de domaines skiables). 68 canons à neige artificiels et un système de production ont été installés pour assurer l'enneigement de la zone débutants et d'une piste de retour en station, ainsi qu'une cafétéria à la hauteur de 1 700 m.
Les remontées sont ouvertes entre 9 h 15 et 16 h 45, et emploient une vingtaine d'employés. La saison commence dès la fin novembre si l'enneigement naturel suffit. Toutefois la saison commence généralement mi-janvier, du fait de l'importante humidité locale et d'un niveau d'enneigement variant fortement. Un petit lac quasi asséché est situé derrière la zone débutants. Un petit hôtel est implanté dans la station.